# 裸麦角碱II
裸麦角碱II是一种含氮有机化合物，化学式C16H20N2O，属于麥角靈衍生物，存在于紫色麥角菌（Claviceps purpurea）等真菌中。